# Библиотека Кесарии
Библиотека Кесарии Палестинской, существовавшая с III по VII век, была одной из крупнейших библиотек древности. Была основана христианским философом Оригеном для ведения богословских исследований и преподавательской работы. Вероятно, была утрачена в ходе арабских завоеваний. Библиотека известна только по косвенным сведениям и упоминаниям в произведениях христианских историков.
Кесария Палестинская была основана Иродом Великим в конце I века до н. э. и быстро приобрела значение одного из главных центров Римской империи на Ближнем Востоке. В середине I века число жителей достигло примерно 45 000, при Веспасиане город получил статус римской колонии, а при Александре Севере стал метрополией. Возможно, уже при Ироде в городе была публичная библиотека.
Первым косвенным упоминанием о церковном архиве в Палестине считается сообщение Евсевия Кесарийского в связи со спорами о дате Пасхи около 190 года — по этому поводу были проведены исследования церковного предания и затем были разосланы письма, которые Евсевий мог впоследствии использовать при написании своей Церковной истории. Возникновение библиотеки относят примерно к 230 году, когда в Кесарию переселился из Александрии Ориген (ок. 185—253). С 203 года он занимался преподавательской деятельностью. После путешествия в Рим около 215 года он начал собирать «древние книги», в том числе древние еврейские рукописи Библии. Вероятно, эту библиотеку он перевёз в Кесарию и использовал для преподавания «более совершенным слушателям». Сохранился рассказ одного из учеников этой школы, Григория Чудотворца о том, что именно преподавал своим ученикам Ориген. Помимо христианского богословия, изучалась философия и поэзия, за исключением произведений «атеистов». Для своих учеников Ориген отбирал труды разных философских школ, чтобы дать ученикам представление о разных мнениях. Состав библиотеки Оригена предположительно восстанавливается по идентифицированным заимствованиям в трудах Евсевия Кесарийского и включает труды Александра Полигистора, Аристобула, Херемона Александрийского, Хрисиппа, Ираклеона, Гермы, Игнатия Антиохийского, Мелитона Сардийского и многих других.
Ориген был убит во время гонений Деция в начале 250-х годов и, по предположению Э. Шварца, в это время библиотека была повреждена. Хотя на это нет прямых указаний, таким образом можно объяснить информацию о том, что Памфил Кесарийский, ставший главой школы в Кесарии в середине 280-х годов, с большим трудом смог достать для библиотеки труды Оригена. При Памфиле и его ученике Евсевии выросла слава библиотеки Кесарии как центра изготовления манускриптов; при этом сложился особый тип письма. Даже во время Великого гонения эта работа не прерывалась, именно тогда был создан знаменитый Синайский кодекс, надпись на котором гласит «Переписано и исправлено по Гексаплам Оригена; Антоний Исповедник собрал это. Я, Памфил, правил эту книгу в тюрьме». Также Памфил редактировал текст нового перевода Септуагинты. Позже Константин Великий, желая снабдить церкви Константинополя текстами Священного Писания, заказал в Кесарии 50 пергаментных копий Библии.
Своего расцвета библиотека достигла в первой половине IV века при Евсевии Кесарийском и его преемниках на епископской кафедре Кесарии Аакакии и Евзоии.  В середине столетия здесь работали известные богословы Григорий Назианзин, Иларий Пиктавийский и Евсевий из Верчелли. В 386 году ею пользовался Иероним Стридонский. После конца IV века известий о библиотеке сохранилось ещё меньше. 
После Халкидонского собора епископская кафедра Кесарии утратила первенство в Палестине. В 614 году город был завоёван персами и удерживался ими до 628 года. Затем, после шестилетней осады Кесария была захвачена арабами в 641 году. Историки выражают надежду, что перед этим город покинули знатные греки, увозя с собой самые ценные рукописи библиотеки. В дальнейшем о судьбе библиотеки Кесарии не известно ничего.